# Andrea Santoro
Andrea Santoro fue un sacerdote católico asesinado el 5 de febrero de 2006 en la iglesia de Santa María en Trebisonda, Turquía, donde sirvió como miembro del programa misionero "Fieles a la Iglesia". Un estudiante de 16 años fue arrestado dos días después llevando una pistola 9mm. El estudiante dijo a la policía que había sido influido por la controversia de las caricaturas de Mahoma.
El padre Santoro había sido ordenado en Roma en 1970, y llevababa en Turquía desde el año 2000. Allí promovía el diálogo entre cristianos y musulmanes.
En el funeral de Santoro en la Basílica de San Juan de Letrán, el Cardenal Camillo Ruini, vicario general para la diócesis de Roma, mencionó en su homilía que es posible que el proceso de beatificación de Santoro se abra después de febrero de 2011.
- Datos: Q2523644